# 3000
3000是2999與3001間的自然数。

## 3001至3999的整数
3000
- 合数，正因數有1、2、3、4、5、6、8、10、12、15、20、24、25、30、40、50、60、75、100、120、125、150、200、250、300、375、500、600、750、1000、1500和3000。
質因數分解，{\displaystyle 2^{3}\times 3\times 5^{3}}。
- 过剩数，真因數和為6360，盈度為3360
- 十进制的奢侈數。

3001
- 第431個質數。
  - 孪生素数，為（2999、 3001）

3008
- 合数，正因數有1、2、4、8、16、32、47、64、94、188、376、752、1504和3008。
質因數分解，{\displaystyle 2^{6}\times 47}。
- 过剩数，真因數和為3088，盈度為80
  - 半完全数，和為本身的其中一組因數為1、 2、 4、 8、 32、 47、 94、 188、 376、 752、 1504。
- 十进制的等數位數。
- 八边形数

3014
- 合数，正因數有1、2、11、22、137、274、1507和3014。
質因數分解，{\displaystyle 2\times 11\times 137}。
- 亏数，真因數和為1954，虧度為1060
- 不尋常數，大於平方根的質因數為137。
- 无平方数因数的数。
  - 楔形数。
- 十进制的奢侈數。

3016
- 合数，正因數有1、2、4、8、13、26、29、52、58、104、116、232、377、754、1508和3016。
質因數分解，{\displaystyle 2^{3}\times 13\times 29}。
- 过剩数，真因數和為3284，盈度為268
- 十进制的奢侈數。

3017
- 合数，正因數有1、7、431和3017。
質因數分解，{\displaystyle 7\times 431}。
- 亏数，真因數和為439，虧度為2578
- 不尋常數，大於平方根的質因數為431。
- 半素数。
- 无平方数因数的数。
- 十进制的等數位數。

3020
- 合数，正因數有1、2、4、5、10、20、151、302、604、755、1510和3020。
質因數分解，{\displaystyle 2^{2}\times 5\times 151}。
- 过剩数，真因數和為3364，盈度為344
  - 半完全数，和為本身的其中一組因數為151、 604、 755、 1510。
- 不尋常數，大於平方根的質因數為151。
- 十进制的奢侈數。

3023
- 第434個質數。
- 安全素数 = 1511*2+1

3024
- 合数，正因數有1、2、3、4、6、7、8、9、12、14、16、18、21、24、27、28、36、42、48、54、56、63、72、84、108、112、126、144、168、189、216、252、336、378、432、504、756、1008、1512和3024。
質因數分解，{\displaystyle 2^{4}\times 3^{3}\times 7}。
- 过剩数，真因數和為6896，盈度為3872
- 十进制的奢侈數。

3025
- 合数，正因數有1、5、11、25、55、121、275、605和3025。
質因數分解，{\displaystyle 5^{2}\times 11^{2}}。
- 亏数，真因數和為1098，虧度為1927
- 平方数，為55的平方。
- 十进制的奢侈數。
- 552

3027
- 合数，正因數有1、3、1009和3027。
質因數分解，{\displaystyle 3\times 1009}。
- 亏数，真因數和為1013，虧度為2014
- 不尋常數，大於平方根的質因數為1009。
- 半素数。
- 无平方数因数的数。
- 十进制的奢侈數。

3029
- 合数，正因數有1、13、233和3029。
質因數分解，{\displaystyle 13\times 233}。
- 亏数，真因數和為247，虧度為2782
- 不尋常數，大於平方根的質因數為233。
- 半素数。
- 无平方数因数的数。
- 十进制的奢侈數。

3030
- 合数，正因數有1、2、3、5、6、10、15、30、101、202、303、505、606、1010、1515和3030。
質因數分解，{\displaystyle 2\times 3\times 5\times 101}。
- 过剩数，真因數和為4314，盈度為1284
- 不尋常數，大於平方根的質因數為101。
- 无平方数因数的数。
- 十进制的奢侈數。

3031
- 合数，正因數有1、7、433和3031。
質因數分解，{\displaystyle 7\times 433}。
- 亏数，真因數和為441，虧度為2590
- 不尋常數，大於平方根的質因數為433。
- 半素数。
- 无平方数因数的数。
- 十进制的等數位數。

3039
- 合数，正因數有1、3、1013和3039。
質因數分解，{\displaystyle 3\times 1013}。
- 亏数，真因數和為1017，虧度為2022
- 不尋常數，大於平方根的質因數為1013。
- 半素数。
- 无平方数因数的数。
- 十进制的奢侈數。

3047
- 合数，正因數有1、11、277和3047。
質因數分解，{\displaystyle 11\times 277}。
- 亏数，真因數和為289，虧度為2758
- 不尋常數，大於平方根的質因數為277。
- 半素数。
- 无平方数因数的数。
- 十进制的奢侈數。

3048
- 合数，正因數有1、2、3、4、6、8、12、24、127、254、381、508、762、1016、1524和3048。
質因數分解，{\displaystyle 2^{3}\times 3\times 127}。
- 过剩数，真因數和為4632，盈度為1584
- 不尋常數，大於平方根的質因數為127。
- 十进制的奢侈數。

3056
- 合数，正因數有1、2、4、8、16、191、382、764、1528和3056。
質因數分解，{\displaystyle 2^{4}\times 191}。
- 亏数，真因數和為2896，虧度為160
- 不尋常數，大於平方根的質因數為191。
- 十进制的奢侈數。

3060
- 合数，正因數有1、2、3、4、5、6、9、10、12、15、17、18、20、30、34、36、45、51、60、68、85、90、102、153、170、180、204、255、306、340、510、612、765、1020、1530和3060。
質因數分解，{\displaystyle 2^{2}\times 3^{2}\times 5\times 17}。
- 过剩数，真因數和為6768，盈度為3708
- 十进制的奢侈數。

3063
- 合数，正因數有1、3、1021和3063。
質因數分解，{\displaystyle 3\times 1021}。
- 亏数，真因數和為1025，虧度為2038
- 不尋常數，大於平方根的質因數為1021。
- 半素数。
- 无平方数因数的数。
- 十进制的奢侈數。

3069
- 合数，正因數有1、3、9、11、31、33、93、99、279、341、1023和3069。
質因數分解，{\displaystyle 3^{2}\times 11\times 31}。
- 亏数，真因數和為1923，虧度為1146
- 十进制的奢侈數。

3070
- 合数，正因數有1、2、5、10、307、614、1535和3070。
質因數分解，{\displaystyle 2\times 5\times 307}。
- 亏数，真因數和為2474，虧度為596
- 不尋常數，大於平方根的質因數為307。
- 无平方数因数的数。
  - 楔形数。
- 十进制的奢侈數。

3080
- 合数，正因數有1、2、4、5、7、8、10、11、14、20、22、28、35、40、44、55、56、70、77、88、110、140、154、220、280、308、385、440、616、770、1540和3080。
質因數分解，{\displaystyle 2^{3}\times 5\times 7\times 11}。
- 过剩数，真因數和為5560，盈度為2480
- 普洛尼克数，為55與56的乘積。
- 十进制的奢侈數。

3093
- 合数，正因數有1、3、1031和3093。
質因數分解，{\displaystyle 3\times 1031}。
- 亏数，真因數和為1035，虧度為2058
- 不尋常數，大於平方根的質因數為1031。
- 半素数。
- 无平方数因数的数。
- 十进制的奢侈數。

3095
- 合数，正因數有1、5、619和3095。
質因數分解，{\displaystyle 5\times 619}。
- 亏数，真因數和為625，虧度為2470
- 不尋常數，大於平方根的質因數為619。
- 半素数。
- 无平方数因数的数。
- 十进制的等數位數。

3096
- 合数，正因數有1、2、3、4、6、8、9、12、18、24、36、43、72、86、129、172、258、344、387、516、774、1032、1548和3096。
質因數分解，{\displaystyle 2^{3}\times 3^{2}\times 43}。
- 过剩数，真因數和為5484，盈度為2388
- 十进制的奢侈數。

3097
- 合数，正因數有1、19、163和3097。
質因數分解，{\displaystyle 19\times 163}。
- 亏数，真因數和為183，虧度為2914
- 不尋常數，大於平方根的質因數為163。
- 半素数。
- 无平方数因数的数。
- 十进制的奢侈數。

3099
- 合数，正因數有1、3、1033和3099。
質因數分解，{\displaystyle 3\times 1033}。
- 亏数，真因數和為1037，虧度為2062
- 不尋常數，大於平方根的質因數為1033。
- 半素数。
- 无平方数因数的数。
- 十进制的奢侈數。

3100
- 合数，正因數有1、2、4、5、10、20、25、31、50、62、100、124、155、310、620、775、1550和3100。
質因數分解，{\displaystyle 2^{2}\times 5^{2}\times 31}。
- 过剩数，真因數和為3844，盈度為744
- 十进制的奢侈數。

3101
- 合数，正因數有1、7、443和3101。
質因數分解，{\displaystyle 7\times 443}。
- 亏数，真因數和為451，虧度為2650
- 不尋常數，大於平方根的質因數為443。
- 半素数。
- 无平方数因数的数。
- 十进制的等數位數。

3107
- 合数，正因數有1、13、239和3107。
質因數分解，{\displaystyle 13\times 239}。
- 亏数，真因數和為253，虧度為2854
- 不尋常數，大於平方根的質因數為239。
- 半素数。
- 无平方数因数的数。
- 十进制的奢侈數。

3108
- 合数，正因數有1、2、3、4、6、7、12、14、21、28、37、42、74、84、111、148、222、259、444、518、777、1036、1554和3108。
質因數分解，{\displaystyle 2^{2}\times 3\times 7\times 37}。
- 过剩数，真因數和為5404，盈度為2296
- 十进制的奢侈數。

3109
- 第443個質數。

3112
- 合数，正因數有1、2、4、8、389、778、1556和3112。
質因數分解，{\displaystyle 2^{3}\times 389}。
- 亏数，真因數和為2738，虧度為374
- 不尋常數，大於平方根的質因數為389。
- 十进制的奢侈數。

3113
- 合数，正因數有1、11、283和3113。
質因數分解，{\displaystyle 11\times 283}。
- 亏数，真因數和為295，虧度為2818
- 不尋常數，大於平方根的質因數為283。
- 半素数。
- 无平方数因数的数。
- 十进制的奢侈數。

3116
- 合数，正因數有1、2、4、19、38、41、76、82、164、779、1558和3116。
質因數分解，{\displaystyle 2^{2}\times 19\times 41}。
- 亏数，真因數和為2764，虧度為352
- 十进制的奢侈數。

3117
- 合数，正因數有1、3、1039和3117。
質因數分解，{\displaystyle 3\times 1039}。
- 亏数，真因數和為1043，虧度為2074
- 不尋常數，大於平方根的質因數為1039。
- 半素数。
- 无平方数因数的数。
- 十进制的奢侈數。

3119
- 第444個質數。
  - 孪生素数，為（3119、 3121）
- 安全素数 = 1559*2+1

3120
- 合数，正因數有1、2、3、4、5、6、8、10、12、13、15、16、20、24、26、30、39、40、48、52、60、65、78、80、104、120、130、156、195、208、240、260、312、390、520、624、780、1040、1560和3120。
質因數分解，{\displaystyle 2^{4}\times 3\times 5\times 13}。
- 过剩数，真因數和為7296，盈度為4176
- 十进制的奢侈數。

3122
- 合数，正因數有1、2、7、14、223、446、1561和3122。
質因數分解，{\displaystyle 2\times 7\times 223}。
- 亏数，真因數和為2254，虧度為868
- 不尋常數，大於平方根的質因數為223。
- 无平方数因数的数。
  - 楔形数。
- 十进制的奢侈數。

3125
- 合数，正因數有1、5、25、125、625和3125。
質因數分解，{\displaystyle 5^{5}}。
- 亏数，真因數和為781，虧度為2344
- 十进制的節儉數。
- 55

3127
- 合数，正因數有1、53、59和3127。
質因數分解，{\displaystyle 53\times 59}。
- 亏数，真因數和為113，虧度為3014
- 不尋常數，大於平方根的質因數為59。
- 半素数。
- 无平方数因数的数。
- 十进制的等數位數。

3129
- 合数，正因數有1、3、7、21、149、447、1043和3129。
質因數分解，{\displaystyle 3\times 7\times 149}。
- 亏数，真因數和為1671，虧度為1458
- 不尋常數，大於平方根的質因數為149。
- 无平方数因数的数。
  - 楔形数。
- 十进制的奢侈數。

3135
- 合数，正因數有1、3、5、11、15、19、33、55、57、95、165、209、285、627、1045和3135。
質因數分解，{\displaystyle 3\times 5\times 11\times 19}。
- 亏数，真因數和為2625，虧度為510
- 无平方数因数的数。
- 十进制的奢侈數。

3136
- 合数，正因數有1、2、4、7、8、14、16、28、32、49、56、64、98、112、196、224、392、448、784、1568和3136。
質因數分解，{\displaystyle 2^{6}\times 7^{2}}。
- 过剩数，真因數和為4103，盈度為967
- 平方数，為56的平方。
- 十进制的等數位數。
- 562

3138
- 合数，正因數有1、2、3、6、523、1046、1569和3138。
質因數分解，{\displaystyle 2\times 3\times 523}。
- 过剩数，真因數和為3150，盈度為12
  - 半完全数，和為本身的其中一組因數為523、 1046、 1569。
- 不尋常數，大於平方根的質因數為523。
- 佩服數，佩服因數為6。
- 无平方数因数的数。
  - 楔形数。
- 十进制的奢侈數。

3141
- 合数，正因數有1、3、9、349、1047和3141。
質因數分解，{\displaystyle 3^{2}\times 349}。
- 亏数，真因數和為1409，虧度為1732
- 不尋常數，大於平方根的質因數為349。
- 十进制的奢侈數。

3142
- 合数，正因數有1、2、1571和3142。
質因數分解，{\displaystyle 2\times 1571}。
- 亏数，真因數和為1574，虧度為1568
- 不尋常數，大於平方根的質因數為1571。
- 半素数。
- 无平方数因数的数。
- 十进制的奢侈數。

3145
- 合数，正因數有1、5、17、37、85、185、629和3145。
質因數分解，{\displaystyle 5\times 17\times 37}。
- 亏数，真因數和為959，虧度為2186
- 无平方数因数的数。
  - 楔形数。
- 十进制的奢侈數。

3162
- 合数，正因數有1、2、3、6、17、31、34、51、62、93、102、186、527、1054、1581和3162。
質因數分解，{\displaystyle 2\times 3\times 17\times 31}。
- 过剩数，真因數和為3750，盈度為588
- 无平方数因数的数。
- 十进制的奢侈數。

3166
- 合数，正因數有1、2、1583和3166。
質因數分解，{\displaystyle 2\times 1583}。
- 亏数，真因數和為1586，虧度為1580
- 不尋常數，大於平方根的質因數為1583。
- 半素数。
- 无平方数因数的数。
- 十进制的奢侈數。

3167
- 第448個質數。
  - 孪生素数，為（3167、 3169）
- 安全素数 = 1583*2+1

3169
- 第449個質數。
  - 孪生素数，為（3167、 3169）

3171
- 合数，正因數有1、3、7、21、151、453、1057和3171。
質因數分解，{\displaystyle 3\times 7\times 151}。
- 亏数，真因數和為1693，虧度為1478
- 不尋常數，大於平方根的質因數為151。
- 无平方数因数的数。
  - 楔形数。
- 十进制的奢侈數。

3172
- 合数，正因數有1、2、4、13、26、52、61、122、244、793、1586和3172。
質因數分解，{\displaystyle 2^{2}\times 13\times 61}。
- 亏数，真因數和為2904，虧度為268
- 不尋常數，大於平方根的質因數為61。
- 十进制的奢侈數。

3175
- 合数，正因數有1、5、25、127、635和3175。
質因數分解，{\displaystyle 5^{2}\times 127}。
- 亏数，真因數和為793，虧度為2382
- 不尋常數，大於平方根的質因數為127。
- 十进制的奢侈數。

3176
- 合数，正因數有1、2、4、8、397、794、1588和3176。
質因數分解，{\displaystyle 2^{3}\times 397}。
- 亏数，真因數和為2794，虧度為382
- 不尋常數，大於平方根的質因數為397。
- 十进制的奢侈數。

3179
- 合数，正因數有1、11、17、187、289和3179。
質因數分解，{\displaystyle 11\times 17^{2}}。
- 亏数，真因數和為505，虧度為2674
- 十进制的奢侈數。

3187
- 第451個質數。

3188
- 合数，正因數有1、2、4、797、1594和3188。
質因數分解，{\displaystyle 2^{2}\times 797}。
- 亏数，真因數和為2398，虧度為790
- 不尋常數，大於平方根的質因數為797。
- 十进制的奢侈數。

3197
- 合数，正因數有1、23、139和3197。
質因數分解，{\displaystyle 23\times 139}。
- 亏数，真因數和為163，虧度為3034
- 不尋常數，大於平方根的質因數為139。
- 半素数。
- 无平方数因数的数。
- 十进制的奢侈數。

3199
- 合数，正因數有1、7、457和3199。
質因數分解，{\displaystyle 7\times 457}。
- 亏数，真因數和為465，虧度為2734
- 不尋常數，大於平方根的質因數為457。
- 半素数。
- 无平方数因数的数。
- 十进制的等數位數。

3203
- 第453個質數。
- 安全素数 = 1601*2+1

3205
- 合数，正因數有1、5、641和3205。
質因數分解，{\displaystyle 5\times 641}。
- 亏数，真因數和為647，虧度為2558
- 不尋常數，大於平方根的質因數為641。
- 半素数。
- 无平方数因数的数。
- 十进制的等數位數。

3207
- 合数，正因數有1、3、1069和3207。
質因數分解，{\displaystyle 3\times 1069}。
- 亏数，真因數和為1073，虧度為2134
- 不尋常數，大於平方根的質因數為1069。
- 半素数。
- 无平方数因数的数。
- 十进制的奢侈數。

3208
- 合数，正因數有1、2、4、8、401、802、1604和3208。
質因數分解，{\displaystyle 2^{3}\times 401}。
- 亏数，真因數和為2822，虧度為386
- 不尋常數，大於平方根的質因數為401。
- 十进制的奢侈數。

3209
- 第454個質數。

3211
- 合数，正因數有1、13、19、169、247和3211。
質因數分解，{\displaystyle 13^{2}\times 19}。
- 亏数，真因數和為449，虧度為2762
- 十进制的奢侈數。

3223
- 合数，正因數有1、11、293和3223。
質因數分解，{\displaystyle 11\times 293}。
- 亏数，真因數和為305，虧度為2918
- 不尋常數，大於平方根的質因數為293。
- 半素数。
- 无平方数因数的数。
- 十进制的奢侈數。

3230
- 合数，正因數有1、2、5、10、17、19、34、38、85、95、170、190、323、646、1615和3230。
質因數分解，{\displaystyle 2\times 5\times 17\times 19}。
- 过剩数，真因數和為3250，盈度為20
- 佩服數，佩服因數為10。
- 无平方数因数的数。
- 十进制的奢侈數。

3232
- 合数，正因數有1、2、4、8、16、32、101、202、404、808、1616和3232。
質因數分解，{\displaystyle 2^{5}\times 101}。
- 亏数，真因數和為3194，虧度為38
- 不尋常數，大於平方根的質因數為101。
- 十进制的奢侈數。

3249
- 合数，正因數有1、3、9、19、57、171、361、1083和3249。
質因數分解，{\displaystyle 3^{2}\times 19^{2}}。
- 亏数，真因數和為1704，虧度為1545
- 平方数，為57的平方。
- 十进制的奢侈數。
- 572

3254
- 合数，正因數有1、2、1627和3254。
質因數分解，{\displaystyle 2\times 1627}。
- 亏数，真因數和為1630，虧度為1624
- 不尋常數，大於平方根的質因數為1627。
- 半素数。
- 无平方数因数的数。
- 十进制的奢侈數。

3255
- 合数，正因數有1、3、5、7、15、21、31、35、93、105、155、217、465、651、1085和3255。
質因數分解，{\displaystyle 3\times 5\times 7\times 31}。
- 亏数，真因數和為2889，虧度為366
- 无平方数因数的数。
- 十进制的奢侈數。

3256
- 合数，正因數有1、2、4、8、11、22、37、44、74、88、148、296、407、814、1628和3256。
質因數分解，{\displaystyle 2^{3}\times 11\times 37}。
- 过剩数，真因數和為3584，盈度為328
- 十进制的奢侈數。

3262
- 合数，正因數有1、2、7、14、233、466、1631和3262。
質因數分解，{\displaystyle 2\times 7\times 233}。
- 亏数，真因數和為2354，虧度為908
- 不尋常數，大於平方根的質因數為233。
- 无平方数因数的数。
  - 楔形数。
- 十进制的奢侈數。

3269
- 合数，正因數有1、7、467和3269。
質因數分解，{\displaystyle 7\times 467}。
- 亏数，真因數和為475，虧度為2794
- 不尋常數，大於平方根的質因數為467。
- 半素数。
- 无平方数因数的数。
- 十进制的等數位數。

3272
- 合数，正因數有1、2、4、8、409、818、1636和3272。
質因數分解，{\displaystyle 2^{3}\times 409}。
- 亏数，真因數和為2878，虧度為394
- 不尋常數，大於平方根的質因數為409。
- 十进制的奢侈數。

3273
- 合数，正因數有1、3、1091和3273。
質因數分解，{\displaystyle 3\times 1091}。
- 亏数，真因數和為1095，虧度為2178
- 不尋常數，大於平方根的質因數為1091。
- 半素数。
- 无平方数因数的数。
- 十进制的奢侈數。

3276
- 合数，正因數有1、2、3、4、6、7、9、12、13、14、18、21、26、28、36、39、42、52、63、78、84、91、117、126、156、182、234、252、273、364、468、546、819、1092、1638和3276。
質因數分解，{\displaystyle 2^{2}\times 3^{2}\times 7\times 13}。
- 过剩数，真因數和為6916，盈度為3640
- 十进制的奢侈數。

3278
- 合数，正因數有1、2、11、22、149、298、1639和3278。
質因數分解，{\displaystyle 2\times 11\times 149}。
- 亏数，真因數和為2122，虧度為1156
- 不尋常數，大於平方根的質因數為149。
- 无平方数因数的数。
  - 楔形数。
- 十进制的奢侈數。

3287
- 合数，正因數有1、19、173和3287。
質因數分解，{\displaystyle 19\times 173}。
- 亏数，真因數和為193，虧度為3094
- 不尋常數，大於平方根的質因數為173。
- 半素数。
- 无平方数因数的数。
- 十进制的奢侈數。

3294
- 合数，正因數有1、2、3、6、9、18、27、54、61、122、183、366、549、1098、1647和3294。
質因數分解，{\displaystyle 2\times 3^{3}\times 61}。
- 过剩数，真因數和為4146，盈度為852
- 不尋常數，大於平方根的質因數為61。
- 十进制的奢侈數。

3295
- 合数，正因數有1、5、659和3295。
質因數分解，{\displaystyle 5\times 659}。
- 亏数，真因數和為665，虧度為2630
- 不尋常數，大於平方根的質因數為659。
- 半素数。
- 无平方数因数的数。
- 十进制的等數位數。

3296
- 合数，正因數有1、2、4、8、16、32、103、206、412、824、1648和3296。
質因數分解，{\displaystyle 2^{5}\times 103}。
- 亏数，真因數和為3256，虧度為40
- 不尋常數，大於平方根的質因數為103。
- 十进制的奢侈數。

3299
- 第463個質數。
  - 孪生素数，為（3299、 3301）

3300
- 合数，正因數有1、2、3、4、5、6、10、11、12、15、20、22、25、30、33、44、50、55、60、66、75、100、110、132、150、165、220、275、300、330、550、660、825、1100、1650和3300。
質因數分解，{\displaystyle 2^{2}\times 3\times 5^{2}\times 11}。
- 过剩数，真因數和為7116，盈度為3816
- 十进制的奢侈數。

3301
- 第464個質數。
  - 孪生素数，為（3299、 3301）

3304
- 合数，正因數有1、2、4、7、8、14、28、56、59、118、236、413、472、826、1652和3304。
質因數分解，{\displaystyle 2^{3}\times 7\times 59}。
- 过剩数，真因數和為3896，盈度為592
- 不尋常數，大於平方根的質因數為59。
- 十进制的奢侈數。

3306
- 合数，正因數有1、2、3、6、19、29、38、57、58、87、114、174、551、1102、1653和3306。
質因數分解，{\displaystyle 2\times 3\times 19\times 29}。
- 过剩数，真因數和為3894，盈度為588
- 无平方数因数的数。
- 普洛尼克数，為57與58的乘積。
- 十进制的奢侈數。
- 普洛尼克数

3309
- 合数，正因數有1、3、1103和3309。
質因數分解，{\displaystyle 3\times 1103}。
- 亏数，真因數和為1107，虧度為2202
- 不尋常數，大於平方根的質因數為1103。
- 半素数。
- 无平方数因数的数。
- 十进制的奢侈數。

3310
- 合数，正因數有1、2、5、10、331、662、1655和3310。
質因數分解，{\displaystyle 2\times 5\times 331}。
- 亏数，真因數和為2666，虧度為644
- 不尋常數，大於平方根的質因數為331。
- 无平方数因数的数。
  - 楔形数。
- 十进制的奢侈數。

3311
- 合数，正因數有1、7、11、43、77、301、473和3311。
質因數分解，{\displaystyle 7\times 11\times 43}。
- 亏数，真因數和為913，虧度為2398
- 无平方数因数的数。
  - 楔形数。
- 十进制的奢侈數。

3321
- 合数，正因數有1、3、9、27、41、81、123、369、1107和3321。
質因數分解，{\displaystyle 3^{4}\times 41}。
- 亏数，真因數和為1761，虧度為1560
- 十进制的等數位數。

3322
- 合数，正因數有1、2、11、22、151、302、1661和3322。
質因數分解，{\displaystyle 2\times 11\times 151}。
- 亏数，真因數和為2150，虧度為1172
- 不尋常數，大於平方根的質因數為151。
- 无平方数因数的数。
  - 楔形数。
- 十进制的奢侈數。

3326
- 合数，正因數有1、2、1663和3326。
質因數分解，{\displaystyle 2\times 1663}。
- 亏数，真因數和為1666，虧度為1660
- 不尋常數，大於平方根的質因數為1663。
- 半素数。
- 无平方数因数的数。
- 十进制的奢侈數。

3328
- 合数，正因數有1、2、4、8、13、16、26、32、52、64、104、128、208、256、416、832、1664和3328。
質因數分解，{\displaystyle 2^{8}\times 13}。
- 过剩数，真因數和為3826，盈度為498
- 十进制的等數位數。

3331
- 第470個質數。
  - 孪生素数，為（3329、 3331）

3338
- 合数，正因數有1、2、1669和3338。
質因數分解，{\displaystyle 2\times 1669}。
- 亏数，真因數和為1672，虧度為1666
- 不尋常數，大於平方根的質因數為1669。
- 半素数。
- 无平方数因数的数。
- 十进制的奢侈數。

3339
- 合数，正因數有1、3、7、9、21、53、63、159、371、477、1113和3339。
質因數分解，{\displaystyle 3^{2}\times 7\times 53}。
- 亏数，真因數和為2277，虧度為1062
- 十进制的奢侈數。

3346
- 合数，正因數有1、2、7、14、239、478、1673和3346。
質因數分解，{\displaystyle 2\times 7\times 239}。
- 亏数，真因數和為2414，虧度為932
- 不尋常數，大於平方根的質因數為239。
- 无平方数因数的数。
  - 楔形数。
- 十进制的奢侈數。

3351
- 合数，正因數有1、3、1117和3351。
質因數分解，{\displaystyle 3\times 1117}。
- 亏数，真因數和為1121，虧度為2230
- 不尋常數，大於平方根的質因數為1117。
- 半素数。
- 无平方数因数的数。
- 十进制的奢侈數。

3352
- 合数，正因數有1、2、4、8、419、838、1676和3352。
質因數分解，{\displaystyle 2^{3}\times 419}。
- 亏数，真因數和為2948，虧度為404
- 不尋常數，大於平方根的質因數為419。
- 十进制的奢侈數。

3357
- 合数，正因數有1、3、9、373、1119和3357。
質因數分解，{\displaystyle 3^{2}\times 373}。
- 亏数，真因數和為1505，虧度為1852
- 不尋常數，大於平方根的質因數為373。
- 十进制的奢侈數。

3364
- 合数，正因數有1、2、4、29、58、116、841、1682和3364。
質因數分解，{\displaystyle 2^{2}\times 29^{2}}。
- 亏数，真因數和為2733，虧度為631
- 平方数，為58的平方。
- 十进制的奢侈數。
- 582

3368
- 合数，正因數有1、2、4、8、421、842、1684和3368。
質因數分解，{\displaystyle 2^{3}\times 421}。
- 亏数，真因數和為2962，虧度為406
- 不尋常數，大於平方根的質因數為421。
- 十进制的奢侈數。

3375
- 合数，正因數有1、3、5、9、15、25、27、45、75、125、135、225、375、675、1125和3375。
質因數分解，{\displaystyle 3^{3}\times 5^{3}}。
- 亏数，真因數和為2865，虧度為510
- 十进制的等數位數。
- 153

3378
- 合数，正因數有1、2、3、6、563、1126、1689和3378。
質因數分解，{\displaystyle 2\times 3\times 563}。
- 过剩数，真因數和為3390，盈度為12
  - 半完全数，和為本身的其中一組因數為563、 1126、 1689。
- 不尋常數，大於平方根的質因數為563。
- 佩服數，佩服因數為6。
- 无平方数因数的数。
  - 楔形数。
- 十进制的奢侈數。

3379
- 合数，正因數有1、31、109和3379。
質因數分解，{\displaystyle 31\times 109}。
- 亏数，真因數和為141，虧度為3238
- 不尋常數，大於平方根的質因數為109。
- 半素数。
- 无平方数因数的数。
- 十进制的奢侈數。

3393
- 合数，正因數有1、3、9、13、29、39、87、117、261、377、1131和3393。
質因數分解，{\displaystyle 3^{2}\times 13\times 29}。
- 亏数，真因數和為2067，虧度為1326
- 十进制的奢侈數。

3397
- 合数，正因數有1、43、79和3397。
質因數分解，{\displaystyle 43\times 79}。
- 亏数，真因數和為123，虧度為3274
- 不尋常數，大於平方根的質因數為79。
- 半素数。
- 无平方数因数的数。
- 十进制的等數位數。

3399
- 合数，正因數有1、3、11、33、103、309、1133和3399。
質因數分解，{\displaystyle 3\times 11\times 103}。
- 亏数，真因數和為1593，虧度為1806
- 不尋常數，大於平方根的質因數為103。
- 无平方数因数的数。
  - 楔形数。
- 十进制的奢侈數。

3400
- 合数，正因數有1、2、4、5、8、10、17、20、25、34、40、50、68、85、100、136、170、200、340、425、680、850、1700和3400。
質因數分解，{\displaystyle 2^{3}\times 5^{2}\times 17}。
- 过剩数，真因數和為4970，盈度為1570
- 十进制的奢侈數。

3401
- 合数，正因數有1、19、179和3401。
質因數分解，{\displaystyle 19\times 179}。
- 亏数，真因數和為199，虧度為3202
- 不尋常數，大於平方根的質因數為179。
- 半素数。
- 无平方数因数的数。
- 十进制的奢侈數。

3415
- 合数，正因數有1、5、683和3415。
質因數分解，{\displaystyle 5\times 683}。
- 亏数，真因數和為689，虧度為2726
- 不尋常數，大於平方根的質因數為683。
- 半素数。
- 无平方数因数的数。
- 十进制的等數位數。

3417
- 合数，正因數有1、3、17、51、67、201、1139和3417。
質因數分解，{\displaystyle 3\times 17\times 67}。
- 亏数，真因數和為1479，虧度為1938
- 不尋常數，大於平方根的質因數為67。
- 无平方数因数的数。
  - 楔形数。
- 十进制的奢侈數。

3425
- 合数，正因數有1、5、25、137、685和3425。
質因數分解，{\displaystyle 5^{2}\times 137}。
- 亏数，真因數和為853，虧度為2572
- 不尋常數，大於平方根的質因數為137。
- 十进制的奢侈數。

3427
- 合数，正因數有1、23、149和3427。
質因數分解，{\displaystyle 23\times 149}。
- 亏数，真因數和為173，虧度為3254
- 不尋常數，大於平方根的質因數為149。
- 半素数。
- 无平方数因数的数。
- 十进制的奢侈數。

3437
- 合数，正因數有1、7、491和3437。
質因數分解，{\displaystyle 7\times 491}。
- 亏数，真因數和為499，虧度為2938
- 不尋常數，大於平方根的質因數為491。
- 半素数。
- 无平方数因数的数。
- 十进制的等數位數。

3447
- 合数，正因數有1、3、9、383、1149和3447。
質因數分解，{\displaystyle 3^{2}\times 383}。
- 亏数，真因數和為1545，虧度為1902
- 不尋常數，大於平方根的質因數為383。
- 十进制的奢侈數。

3450
- 合数，正因數有1、2、3、5、6、10、15、23、25、30、46、50、69、75、115、138、150、230、345、575、690、1150、1725和3450。
質因數分解，{\displaystyle 2\times 3\times 5^{2}\times 23}。
- 过剩数，真因數和為5478，盈度為2028
- 十进制的奢侈數。

3456
- 合数，正因數有1、2、3、4、6、8、9、12、16、18、24、27、32、36、48、54、64、72、96、108、128、144、192、216、288、384、432、576、864、1152、1728和3456。
質因數分解，{\displaystyle 2^{7}\times 3^{3}}。
- 过剩数，真因數和為6744，盈度為3288
- 十进制的等數位數。

3458
- 合数，正因數有1、2、7、13、14、19、26、38、91、133、182、247、266、494、1729和3458。
質因數分解，{\displaystyle 2\times 7\times 13\times 19}。
- 亏数，真因數和為3262，虧度為196
- 无平方数因数的数。
- 十进制的奢侈數。

3459
- 合数，正因數有1、3、1153和3459。
質因數分解，{\displaystyle 3\times 1153}。
- 亏数，真因數和為1157，虧度為2302
- 不尋常數，大於平方根的質因數為1153。
- 半素数。
- 无平方数因数的数。
- 十进制的奢侈數。

3465
- 合数，正因數有1、3、5、7、9、11、15、21、33、35、45、55、63、77、99、105、165、231、315、385、495、693、1155和3465。
質因數分解，{\displaystyle 3^{2}\times 5\times 7\times 11}。
- 过剩数，真因數和為4023，盈度為558
- 十进制的奢侈數。
- 奇过剩数

3467
- 第486個質數。
  - 孪生素数，為（3467、 3469）
- 安全素数 = 1733*2+1

3470
- 合数，正因數有1、2、5、10、347、694、1735和3470。
質因數分解，{\displaystyle 2\times 5\times 347}。
- 亏数，真因數和為2794，虧度為676
- 不尋常數，大於平方根的質因數為347。
- 无平方数因数的数。
  - 楔形数。
- 十进制的奢侈數。

3480
- 合数，正因數有1、2、3、4、5、6、8、10、12、15、20、24、29、30、40、58、60、87、116、120、145、174、232、290、348、435、580、696、870、1160、1740和3480。
質因數分解，{\displaystyle 2^{3}\times 3\times 5\times 29}。
- 过剩数，真因數和為7320，盈度為3840
- 十进制的奢侈數。

3481
- 合数，正因數有1、59和3481。
質因數分解，{\displaystyle 59^{2}}。
- 亏数，真因數和為60，虧度為3421
- 半素数。
- 平方数，為59的平方。
- 十进制的節儉數。
- 592

3484
- 合数，正因數有1、2、4、13、26、52、67、134、268、871、1742和3484。
質因數分解，{\displaystyle 2^{2}\times 13\times 67}。
- 亏数，真因數和為3180，虧度為304
- 不尋常數，大於平方根的質因數為67。
- 十进制的奢侈數。

3485
- 合数，正因數有1、5、17、41、85、205、697和3485。
質因數分解，{\displaystyle 5\times 17\times 41}。
- 亏数，真因數和為1051，虧度為2434
- 无平方数因数的数。
  - 楔形数。
- 十进制的奢侈數。

3491
- 第488個質數。

3492
- 合数，正因數有1、2、3、4、6、9、12、18、36、97、194、291、388、582、873、1164、1746和3492。
質因數分解，{\displaystyle 2^{2}\times 3^{2}\times 97}。
- 过剩数，真因數和為5426，盈度為1934
- 不尋常數，大於平方根的質因數為97。
- 十进制的奢侈數。

3500
- 合数，正因數有1、2、4、5、7、10、14、20、25、28、35、50、70、100、125、140、175、250、350、500、700、875、1750和3500。
質因數分解，{\displaystyle 2^{2}\times 5^{3}\times 7}。
- 过剩数，真因數和為5236，盈度為1736
- 十进制的奢侈數。

3501
- 合数，正因數有1、3、9、389、1167和3501。
質因數分解，{\displaystyle 3^{2}\times 389}。
- 亏数，真因數和為1569，虧度為1932
- 不尋常數，大於平方根的質因數為389。
- 十进制的奢侈數。

3502
- 合数，正因數有1、2、17、34、103、206、1751和3502。
質因數分解，{\displaystyle 2\times 17\times 103}。
- 亏数，真因數和為2114，虧度為1388
- 不尋常數，大於平方根的質因數為103。
- 无平方数因数的数。
  - 楔形数。
- 十进制的奢侈數。

3510
- 合数，正因數有1、2、3、5、6、9、10、13、15、18、26、27、30、39、45、54、65、78、90、117、130、135、195、234、270、351、390、585、702、1170、1755和3510。
質因數分解，{\displaystyle 2\times 3^{3}\times 5\times 13}。
- 过剩数，真因數和為6570，盈度為3060
- 十进制的奢侈數。

3513
- 合数，正因數有1、3、1171和3513。
質因數分解，{\displaystyle 3\times 1171}。
- 亏数，真因數和為1175，虧度為2338
- 不尋常數，大於平方根的質因數為1171。
- 半素数。
- 无平方数因数的数。
- 十进制的奢侈數。

3517
- 第491個質數。

3519
- 合数，正因數有1、3、9、17、23、51、69、153、207、391、1173和3519。
質因數分解，{\displaystyle 3^{2}\times 17\times 23}。
- 亏数，真因數和為2097，虧度為1422
- 十进制的奢侈數。

3520
- 合数，正因數有1、2、4、5、8、10、11、16、20、22、32、40、44、55、64、80、88、110、160、176、220、320、352、440、704、880、1760和3520。
質因數分解，{\displaystyle 2^{6}\times 5\times 11}。
- 过剩数，真因數和為5624，盈度為2104
- 十进制的奢侈數。

3522
- 合数，正因數有1、2、3、6、587、1174、1761和3522。
質因數分解，{\displaystyle 2\times 3\times 587}。
- 过剩数，真因數和為3534，盈度為12
  - 半完全数，和為本身的其中一組因數為587、 1174、 1761。
- 不尋常數，大於平方根的質因數為587。
- 佩服數，佩服因數為6。
- 无平方数因数的数。
  - 楔形数。
- 十进制的奢侈數。

3523
- 合数，正因數有1、13、271和3523。
質因數分解，{\displaystyle 13\times 271}。
- 亏数，真因數和為285，虧度為3238
- 不尋常數，大於平方根的質因數為271。
- 半素数。
- 无平方数因数的数。
- 十进制的奢侈數。

3524
- 合数，正因數有1、2、4、881、1762和3524。
質因數分解，{\displaystyle 2^{2}\times 881}。
- 亏数，真因數和為2650，虧度為874
- 不尋常數，大於平方根的質因數為881。
- 十进制的奢侈數。

3525
- 合数，正因數有1、3、5、15、25、47、75、141、235、705、1175和3525。
質因數分解，{\displaystyle 3\times 5^{2}\times 47}。
- 亏数，真因數和為2427，虧度為1098
- 十进制的奢侈數。

3530
- 合数，正因數有1、2、5、10、353、706、1765和3530。
質因數分解，{\displaystyle 2\times 5\times 353}。
- 亏数，真因數和為2842，虧度為688
- 不尋常數，大於平方根的質因數為353。
- 无平方数因数的数。
  - 楔形数。
- 十进制的奢侈數。

3533
- 第494個質數。

3537
- 合数，正因數有1、3、9、27、131、393、1179和3537。
質因數分解，{\displaystyle 3^{3}\times 131}。
- 亏数，真因數和為1743，虧度為1794
- 不尋常數，大於平方根的質因數為131。
- 十进制的奢侈數。

3538
- 合数，正因數有1、2、29、58、61、122、1769和3538。
質因數分解，{\displaystyle 2\times 29\times 61}。
- 亏数，真因數和為2042，虧度為1496
- 不尋常數，大於平方根的質因數為61。
- 无平方数因数的数。
  - 楔形数。
- 十进制的奢侈數。

3539
- 第495個質數。
  - 孪生素数，為（3539、 3541）

3543
- 合数，正因數有1、3、1181和3543。
質因數分解，{\displaystyle 3\times 1181}。
- 亏数，真因數和為1185，虧度為2358
- 不尋常數，大於平方根的質因數為1181。
- 半素数。
- 无平方数因数的数。
- 十进制的奢侈數。

3549
- 合数，正因數有1、3、7、13、21、39、91、169、273、507、1183和3549。
質因數分解，{\displaystyle 3\times 7\times 13^{2}}。
- 亏数，真因數和為2307，虧度為1242
- 十进制的奢侈數。

3550
- 合数，正因數有1、2、5、10、25、50、71、142、355、710、1775和3550。
質因數分解，{\displaystyle 2\times 5^{2}\times 71}。
- 亏数，真因數和為3146，虧度為404
- 不尋常數，大於平方根的質因數為71。
- 十进制的奢侈數。

3552
- 合数，正因數有1、2、3、4、6、8、12、16、24、32、37、48、74、96、111、148、222、296、444、592、888、1184、1776和3552。
質因數分解，{\displaystyle 2^{5}\times 3\times 37}。
- 过剩数，真因數和為6024，盈度為2472
- 十进制的奢侈數。

3556
- 合数，正因數有1、2、4、7、14、28、127、254、508、889、1778和3556。
質因數分解，{\displaystyle 2^{2}\times 7\times 127}。
- 过剩数，真因數和為3612，盈度為56
  - 半完全数，和為本身的其中一組因數為127、 254、 508、 889、 1778。
- 不尋常數，大於平方根的質因數為127。
- 佩服數，佩服因數為28。
- 十进制的奢侈數。

3567
- 合数，正因數有1、3、29、41、87、123、1189和3567。
質因數分解，{\displaystyle 3\times 29\times 41}。
- 亏数，真因數和為1473，虧度為2094
- 无平方数因数的数。
  - 楔形数。
- 十进制的奢侈數。

3568
- 合数，正因數有1、2、4、8、16、223、446、892、1784和3568。
質因數分解，{\displaystyle 2^{4}\times 223}。
- 亏数，真因數和為3376，虧度為192
- 不尋常數，大於平方根的質因數為223。
- 十进制的奢侈數。

3570
- 合数，正因數有1、2、3、5、6、7、10、14、15、17、21、30、34、35、42、51、70、85、102、105、119、170、210、238、255、357、510、595、714、1190、1785和3570。
質因數分解，{\displaystyle 2\times 3\times 5\times 7\times 17}。
- 过剩数，真因數和為6798，盈度為3228
- 无平方数因数的数。
- 十进制的奢侈數。

3579
- 合数，正因數有1、3、1193和3579。
質因數分解，{\displaystyle 3\times 1193}。
- 亏数，真因數和為1197，虧度為2382
- 不尋常數，大於平方根的質因數為1193。
- 半素数。
- 无平方数因数的数。
- 十进制的奢侈數。

3580
- 合数，正因數有1、2、4、5、10、20、179、358、716、895、1790和3580。
質因數分解，{\displaystyle 2^{2}\times 5\times 179}。
- 过剩数，真因數和為3980，盈度為400
  - 半完全数，和為本身的其中一組因數為179、 716、 895、 1790。
- 不尋常數，大於平方根的質因數為179。
- 十进制的奢侈數。

3584
- 合数，正因數有1、2、4、7、8、14、16、28、32、56、64、112、128、224、256、448、512、896、1792和3584。
質因數分解，{\displaystyle 2^{9}\times 7}。
- 过剩数，真因數和為4600，盈度為1016
- 十进制的節儉數。

3596
- 合数，正因數有1、2、4、29、31、58、62、116、124、899、1798和3596。
質因數分解，{\displaystyle 2^{2}\times 29\times 31}。
- 亏数，真因數和為3124，虧度為472
- 十进制的奢侈數。

3600
- 合数，正因數有1、2、3、4、5、6、8、9、10、12、15、16、18、20、24、25、30、36、40、45、48、50、60、72、75、80、90、100、120、144、150、180、200、225、240、300、360、400、450、600、720、900、1200、1800和3600。
質因數分解，{\displaystyle 2^{4}\times 3^{2}\times 5^{2}}。
- 过剩数，真因數和為8893，盈度為5293
- 平方数，為60的平方。
- 十进制的奢侈數。
- 602、1小時的秒数

3601
- 合数，正因數有1、13、277和3601。
質因數分解，{\displaystyle 13\times 277}。
- 亏数，真因數和為291，虧度為3310
- 不尋常數，大於平方根的質因數為277。
- 半素数。
- 无平方数因数的数。
- 十进制的奢侈數。

3620
- 合数，正因數有1、2、4、5、10、20、181、362、724、905、1810和3620。
質因數分解，{\displaystyle 2^{2}\times 5\times 181}。
- 过剩数，真因數和為4024，盈度為404
  - 半完全数，和為本身的其中一組因數為181、 724、 905、 1810。
- 不尋常數，大於平方根的質因數為181。
- 十进制的奢侈數。

3623
- 第507個質數。
- 安全素數 = 1811*2+1

3626
- 合数，正因數有1、2、7、14、37、49、74、98、259、518、1813和3626。
質因數分解，{\displaystyle 2\times 7^{2}\times 37}。
- 亏数，真因數和為2872，虧度為754
- 十进制的奢侈數。

3628
- 合数，正因數有1、2、4、907、1814和3628。
質因數分解，{\displaystyle 2^{2}\times 907}。
- 亏数，真因數和為2728，虧度為900
- 不尋常數，大於平方根的質因數為907。
- 十进制的奢侈數。

3632
- 合数，正因數有1、2、4、8、16、227、454、908、1816和3632。
質因數分解，{\displaystyle 2^{4}\times 227}。
- 亏数，真因數和為3436，虧度為196
- 不尋常數，大於平方根的質因數為227。
- 十进制的奢侈數。

3634
- 合数，正因數有1、2、23、46、79、158、1817和3634。
質因數分解，{\displaystyle 2\times 23\times 79}。
- 亏数，真因數和為2126，虧度為1508
- 不尋常數，大於平方根的質因數為79。
- 无平方数因数的数。
  - 楔形数。
- 十进制的奢侈數。

3641
- 合数，正因數有1、11、331和3641。
質因數分解，{\displaystyle 11\times 331}。
- 亏数，真因數和為343，虧度為3298
- 不尋常數，大於平方根的質因數為331。
- 半素数。
- 无平方数因数的数。
- 十进制的奢侈數。

3647
- 合数，正因數有1、7、521和3647。
質因數分解，{\displaystyle 7\times 521}。
- 亏数，真因數和為529，虧度為3118
- 不尋常數，大於平方根的質因數為521。
- 半素数。
- 无平方数因数的数。
- 十进制的等數位數。

3652
- 合数，正因數有1、2、4、11、22、44、83、166、332、913、1826和3652。
質因數分解，{\displaystyle 2^{2}\times 11\times 83}。
- 亏数，真因數和為3404，虧度為248
- 不尋常數，大於平方根的質因數為83。
- 十进制的奢侈數。

3656
- 合数，正因數有1、2、4、8、457、914、1828和3656。
質因數分解，{\displaystyle 2^{3}\times 457}。
- 亏数，真因數和為3214，虧度為442
- 不尋常數，大於平方根的質因數為457。
- 十进制的奢侈數。

3674
- 合数，正因數有1、2、11、22、167、334、1837和3674。
質因數分解，{\displaystyle 2\times 11\times 167}。
- 亏数，真因數和為2374，虧度為1300
- 不尋常數，大於平方根的質因數為167。
- 无平方数因数的数。
  - 楔形数。
- 十进制的奢侈數。

3677
- 第514個質數。

3680
- 合数，正因數有1、2、4、5、8、10、16、20、23、32、40、46、80、92、115、160、184、230、368、460、736、920、1840和3680。
質因數分解，{\displaystyle 2^{5}\times 5\times 23}。
- 过剩数，真因數和為5392，盈度為1712
- 十进制的奢侈數。

3689
- 合数，正因數有1、7、17、31、119、217、527和3689。
質因數分解，{\displaystyle 7\times 17\times 31}。
- 亏数，真因數和為919，虧度為2770
- 无平方数因数的数。
  - 楔形数。
- 十进制的奢侈數。

3693
- 合数，正因數有1、3、1231和3693。
質因數分解，{\displaystyle 3\times 1231}。
- 亏数，真因數和為1235，虧度為2458
- 不尋常數，大於平方根的質因數為1231。
- 半素数。
- 无平方数因数的数。
- 十进制的奢侈數。

3699
- 合数，正因數有1、3、9、27、137、411、1233和3699。
質因數分解，{\displaystyle 3^{3}\times 137}。
- 亏数，真因數和為1821，虧度為1878
- 不尋常數，大於平方根的質因數為137。
- 十进制的奢侈數。

3701
- 第517個質數。

3702
- 合数，正因數有1、2、3、6、617、1234、1851和3702。
質因數分解，{\displaystyle 2\times 3\times 617}。
- 过剩数，真因數和為3714，盈度為12
  - 半完全数，和為本身的其中一組因數為617、 1234、 1851。
- 不尋常數，大於平方根的質因數為617。
- 佩服數，佩服因數為6。
- 无平方数因数的数。
  - 楔形数。
- 十进制的奢侈數。

3704
- 合数，正因數有1、2、4、8、463、926、1852和3704。
質因數分解，{\displaystyle 2^{3}\times 463}。
- 亏数，真因數和為3256，虧度為448
- 不尋常數，大於平方根的質因數為463。
- 十进制的奢侈數。

3721
- 合数，正因數有1、61和3721。
質因數分解，{\displaystyle 61^{2}}。
- 亏数，真因數和為62，虧度為3659
- 半素数。
- 平方数，為61的平方。
- 十进制的節儉數。
- 612

3728
- 合数，正因數有1、2、4、8、16、233、466、932、1864和3728。
質因數分解，{\displaystyle 2^{4}\times 233}。
- 亏数，真因數和為3526，虧度為202
- 不尋常數，大於平方根的質因數為233。
- 十进制的奢侈數。

3729
- 合数，正因數有1、3、11、33、113、339、1243和3729。
質因數分解，{\displaystyle 3\times 11\times 113}。
- 亏数，真因數和為1743，虧度為1986
- 不尋常數，大於平方根的質因數為113。
- 无平方数因数的数。
  - 楔形数。
- 十进制的奢侈數。

3731
- 合数，正因數有1、7、13、41、91、287、533和3731。
質因數分解，{\displaystyle 7\times 13\times 41}。
- 亏数，真因數和為973，虧度為2758
- 无平方数因数的数。
  - 楔形数。
- 十进制的奢侈數。

3736
- 合数，正因數有1、2、4、8、467、934、1868和3736。
質因數分解，{\displaystyle 2^{3}\times 467}。
- 亏数，真因數和為3284，虧度為452
- 不尋常數，大於平方根的質因數為467。
- 十进制的奢侈數。

3741
- 合数，正因數有1、3、29、43、87、129、1247和3741。
質因數分解，{\displaystyle 3\times 29\times 43}。
- 亏数，真因數和為1539，虧度為2202
- 无平方数因数的数。
  - 楔形数。
- 十进制的奢侈數。

3744
- 合数，正因數有1、2、3、4、6、8、9、12、13、16、18、24、26、32、36、39、48、52、72、78、96、104、117、144、156、208、234、288、312、416、468、624、936、1248、1872和3744。
質因數分解，{\displaystyle 2^{5}\times 3^{2}\times 13}。
- 过剩数，真因數和為7722，盈度為3978
- 十进制的奢侈數。

3747
- 合数，正因數有1、3、1249和3747。
質因數分解，{\displaystyle 3\times 1249}。
- 亏数，真因數和為1253，虧度為2494
- 不尋常數，大於平方根的質因數為1249。
- 半素数。
- 无平方数因数的数。
- 十进制的奢侈數。

3753
- 合数，正因數有1、3、9、27、139、417、1251和3753。
質因數分解，{\displaystyle 3^{3}\times 139}。
- 亏数，真因數和為1847，虧度為1906
- 不尋常數，大於平方根的質因數為139。
- 十进制的奢侈數。

3756
- 合数，正因數有1、2、3、4、6、12、313、626、939、1252、1878和3756。
質因數分解，{\displaystyle 2^{2}\times 3\times 313}。
- 过剩数，真因數和為5036，盈度為1280
  - 半完全数，和為本身的其中一組因數為313、 626、 939、 1878。
- 不尋常數，大於平方根的質因數為313。
- 十进制的奢侈數。

3774
- 合数，正因數有1、2、3、6、17、34、37、51、74、102、111、222、629、1258、1887和3774。
質因數分解，{\displaystyle 2\times 3\times 17\times 37}。
- 过剩数，真因數和為4434，盈度為660
- 无平方数因数的数。
- 十进制的奢侈數。

3775
- 合数，正因數有1、5、25、151、755和3775。
質因數分解，{\displaystyle 5^{2}\times 151}。
- 亏数，真因數和為937，虧度為2838
- 不尋常數，大於平方根的質因數為151。
- 十进制的奢侈數。

3779
- 第526個質數。
- 安全素數 = 1889*2+1

3780
- 合数，正因數有1、2、3、4、5、6、7、9、10、12、14、15、18、20、21、27、28、30、35、36、42、45、54、60、63、70、84、90、105、108、126、135、140、180、189、210、252、270、315、378、420、540、630、756、945、1260、1890和3780。
質因數分解，{\displaystyle 2^{2}\times 3^{3}\times 5\times 7}。
- 过剩数，真因數和為9660，盈度為5880
- 十进制的奢侈數。

3783
- 合数，正因數有1、3、13、39、97、291、1261和3783。
質因數分解，{\displaystyle 3\times 13\times 97}。
- 亏数，真因數和為1705，虧度為2078
- 不尋常數，大於平方根的質因數為97。
- 无平方数因数的数。
  - 楔形数。
- 十进制的奢侈數。

3784
- 合数，正因數有1、2、4、8、11、22、43、44、86、88、172、344、473、946、1892和3784。
質因數分解，{\displaystyle 2^{3}\times 11\times 43}。
- 过剩数，真因數和為4136，盈度為352
- 十进制的奢侈數。

3791
- 合数，正因數有1、17、223和3791。
質因數分解，{\displaystyle 17\times 223}。
- 亏数，真因數和為241，虧度為3550
- 不尋常數，大於平方根的質因數為223。
- 半素数。
- 无平方数因数的数。
- 十进制的奢侈數。

3803
- 第529個質數。
- 安全素數 = 1901*2+1

3806
- 合数，正因數有1、2、11、22、173、346、1903和3806。
質因數分解，{\displaystyle 2\times 11\times 173}。
- 亏数，真因數和為2458，虧度為1348
- 不尋常數，大於平方根的質因數為173。
- 无平方数因数的数。
  - 楔形数。
- 十进制的奢侈數。

3809
- 合数，正因數有1、13、293和3809。
質因數分解，{\displaystyle 13\times 293}。
- 亏数，真因數和為307，虧度為3502
- 不尋常數，大於平方根的質因數為293。
- 半素数。
- 无平方数因数的数。
- 十进制的奢侈數。

3819
- 合数，正因數有1、3、19、57、67、201、1273和3819。
質因數分解，{\displaystyle 3\times 19\times 67}。
- 亏数，真因數和為1621，虧度為2198
- 不尋常數，大於平方根的質因數為67。
- 无平方数因数的数。
  - 楔形数。
- 十进制的奢侈數。

3821
- 第530個質數。
  - 孪生素数，為（3821、 3823）

3835
- 合数，正因數有1、5、13、59、65、295、767和3835。
質因數分解，{\displaystyle 5\times 13\times 59}。
- 亏数，真因數和為1205，虧度為2630
- 无平方数因数的数。
  - 楔形数。
- 十进制的奢侈數。

3843
- 合数，正因數有1、3、7、9、21、61、63、183、427、549、1281和3843。
質因數分解，{\displaystyle 3^{2}\times 7\times 61}。
- 亏数，真因數和為2605，虧度為1238
- 十进制的奢侈數。

3844
- 合数，正因數有1、2、4、31、62、124、961、1922和3844。
質因數分解，{\displaystyle 2^{2}\times 31^{2}}。
- 亏数，真因數和為3107，虧度為737
- 平方数，為62的平方。
- 十进制的奢侈數。
- 622

3850
- 合数，正因數有1、2、5、7、10、11、14、22、25、35、50、55、70、77、110、154、175、275、350、385、550、770、1925和3850。
質因數分解，{\displaystyle 2\times 5^{2}\times 7\times 11}。
- 过剩数，真因數和為5078，盈度為1228
- 十进制的奢侈數。

3862
- 合数，正因數有1、2、1931和3862。
質因數分解，{\displaystyle 2\times 1931}。
- 亏数，真因數和為1934，虧度為1928
- 不尋常數，大於平方根的質因數為1931。
- 半素数。
- 无平方数因数的数。
- 十进制的奢侈數。

3863
- 第536個質數。
- 安全素數 = 1931*2+1

3870
- 合数，正因數有1、2、3、5、6、9、10、15、18、30、43、45、86、90、129、215、258、387、430、645、774、1290、1935和3870。
質因數分解，{\displaystyle 2\times 3^{2}\times 5\times 43}。
- 过剩数，真因數和為6426，盈度為2556
- 十进制的奢侈數。

3871
- 合数，正因數有1、7、49、79、553和3871。
質因數分解，{\displaystyle 7^{2}\times 79}。
- 亏数，真因數和為689，虧度為3182
- 不尋常數，大於平方根的質因數為79。
- 十进制的等數位數。

3872
- 合数，正因數有1、2、4、8、11、16、22、32、44、88、121、176、242、352、484、968、1936和3872。
質因數分解，{\displaystyle 2^{5}\times 11^{2}}。
- 过剩数，真因數和為4507，盈度為635
- 十进制的奢侈數。

3879
- 合数，正因數有1、3、9、431、1293和3879。
質因數分解，{\displaystyle 3^{2}\times 431}。
- 亏数，真因數和為1737，虧度為2142
- 不尋常數，大於平方根的質因數為431。
- 十进制的奢侈數。

3897
- 合数，正因數有1、3、9、433、1299和3897。
質因數分解，{\displaystyle 3^{2}\times 433}。
- 亏数，真因數和為1745，虧度為2152
- 不尋常數，大於平方根的質因數為433。
- 十进制的奢侈數。

3902
- 合数，正因數有1、2、1951和3902。
質因數分解，{\displaystyle 2\times 1951}。
- 亏数，真因數和為1954，虧度為1948
- 不尋常數，大於平方根的質因數為1951。
- 半素数。
- 无平方数因数的数。
- 十进制的奢侈數。

3903
- 合数，正因數有1、3、1301和3903。
質因數分解，{\displaystyle 3\times 1301}。
- 亏数，真因數和為1305，虧度為2598
- 不尋常數，大於平方根的質因數為1301。
- 半素数。
- 无平方数因数的数。
- 十进制的奢侈數。

3914
- 合数，正因數有1、2、19、38、103、206、1957和3914。
質因數分解，{\displaystyle 2\times 19\times 103}。
- 亏数，真因數和為2326，虧度為1588
- 不尋常數，大於平方根的質因數為103。
- 无平方数因数的数。
  - 楔形数。
- 十进制的奢侈數。

3916
- 合数，正因數有1、2、4、11、22、44、89、178、356、979、1958和3916。
質因數分解，{\displaystyle 2^{2}\times 11\times 89}。
- 亏数，真因數和為3644，虧度為272
- 不尋常數，大於平方根的質因數為89。
- 十进制的奢侈數。

3924
- 合数，正因數有1、2、3、4、6、9、12、18、36、109、218、327、436、654、981、1308、1962和3924。
質因數分解，{\displaystyle 2^{2}\times 3^{2}\times 109}。
- 过剩数，真因數和為6086，盈度為2162
- 不尋常數，大於平方根的質因數為109。
- 十进制的奢侈數。

3925
- 合数，正因數有1、5、25、157、785和3925。
質因數分解，{\displaystyle 5^{2}\times 157}。
- 亏数，真因數和為973，虧度為2952
- 不尋常數，大於平方根的質因數為157。
- 十进制的奢侈數。

3926
- 合数，正因數有1、2、13、26、151、302、1963和3926。
質因數分解，{\displaystyle 2\times 13\times 151}。
- 亏数，真因數和為2458，虧度為1468
- 不尋常數，大於平方根的質因數為151。
- 无平方数因数的数。
  - 楔形数。
- 十进制的奢侈數。

3939
- 合数，正因數有1、3、13、39、101、303、1313和3939。
質因數分解，{\displaystyle 3\times 13\times 101}。
- 亏数，真因數和為1773，虧度為2166
- 不尋常數，大於平方根的質因數為101。
- 无平方数因数的数。
  - 楔形数。
- 十进制的奢侈數。

3944
- 合数，正因數有1、2、4、8、17、29、34、58、68、116、136、232、493、986、1972和3944。
質因數分解，{\displaystyle 2^{3}\times 17\times 29}。
- 过剩数，真因數和為4156，盈度為212
- 十进制的奢侈數。

3947
- 第548個質數。
- 安全素数 = 1973*2+1

3963
- 合数，正因數有1、3、1321和3963。
質因數分解，{\displaystyle 3\times 1321}。
- 亏数，真因數和為1325，虧度為2638
- 不尋常數，大於平方根的質因數為1321。
- 半素数。
- 无平方数因数的数。
- 十进制的奢侈數。

3965
- 合数，正因數有1、5、13、61、65、305、793和3965。
質因數分解，{\displaystyle 5\times 13\times 61}。
- 亏数，真因數和為1243，虧度為2722
- 无平方数因数的数。
  - 楔形数。
- 十进制的奢侈數。

3969
- 合数，正因數有1、3、7、9、21、27、49、63、81、147、189、441、567、1323和3969。
質因數分解，{\displaystyle 3^{4}\times 7^{2}}。
- 亏数，真因數和為2928，虧度為1041
- 平方数，為63的平方。
- 十进制的等數位數。
- 632

3970
- 合数，正因數有1、2、5、10、397、794、1985和3970。
質因數分解，{\displaystyle 2\times 5\times 397}。
- 亏数，真因數和為3194，虧度為776
- 不尋常數，大於平方根的質因數為397。
- 无平方数因数的数。
  - 楔形数。
- 十进制的奢侈數。

3976
- 合数，正因數有1、2、4、7、8、14、28、56、71、142、284、497、568、994、1988和3976。
質因數分解，{\displaystyle 2^{3}\times 7\times 71}。
- 过剩数，真因數和為4664，盈度為688
- 不尋常數，大於平方根的質因數為71。
- 十进制的奢侈數。

3997
- 合数，正因數有1、7、571和3997。
質因數分解，{\displaystyle 7\times 571}。
- 亏数，真因數和為579，虧度為3418
- 不尋常數，大於平方根的質因數為571。
- 半素数。
- 无平方数因数的数。
- 十进制的等數位數。

3999
- 合数，正因數有1、3、31、43、93、129、1333和3999。
質因數分解，{\displaystyle 3\times 31\times 43}。
- 亏数，真因數和為1633，虧度為2366
- 无平方数因数的数。
  - 楔形数。
- 十进制的奢侈數。